# Brucelosis
La brucelosis, también llamada fiebre de Malta, fiebre mediterránea, fiebre ondulante, o enfermedad de Bang, es una enfermedad infecciosa de distribución mundial, producida por bacterias del género Brucella, que ataca a varias especies de mamíferos, dentro de los cuales se encuentra el ser humano, en el cual produce un cuadro febril inespecífico.
No hay que confundirla con la fiebre mediterránea familiar, una enfermedad genética de las llamadas "raras" y que constituye el más frecuente de los síndromes autoinflamatorios. 
En su lugar la brucelosis afecta principalmente a personas que trabajan con animales o productos infectados.
Entre los mamíferos que pueden contraer la enfermedad se cuentan algunos que tienen una alta relevancia económica, como el ganado bovino, equino, porcino, ovino y caprino, así como también algunas otras especies silvestres.

## Historia
La relación causal entre el organismo y la enfermedad fue establecida por el microbiólogo David Bruce en el año 1887 mientras ocupaba el cargo de cirujano capitán de la armada británica en la isla de Malta, después de la guerra de Crimea. En dicho lugar, muchos soldados británicos presentaban un cuadro de fiebre ondulante (denominada así porque la fiebre era de ocurrencia periódica), que podía durar meses, e incluso llegaba a ser fatal. En el bazo, hígado y riñones obtenidos de las autopsias de los soldados fallecidos, Bruce encontró un microorganismo, que denominó Micrococcus melitensis, el cual, al ser inoculado a monos, estos reproducían la enfermedad, y en aquellos monos que fallecían, volvía a encontrar los mismos microorganismos. De esta forma, se cumplían los postulados de Koch respecto del agente etiológico de la enfermedad, denominada en ese tiempo, "fiebre de Malta".
Bruce fue el presidente de la Comisión para la Fiebre Mediterránea (una de las denominaciones de la enfermedad) en los años 1904 y 1905. El 14 de junio de 1905, Themistocles Zammit, médico de Malta, recientemente nombrado parte de la Comisión, encontró que la sangre extraída de cinco de seis cabras compradas en la zona reaccionaban en la prueba de aglutinación para detectar brucelosis.

## Epidemiología
La incidencia y prevalencia de la brucelosis es mayor en la región del Mediterráneo, Asia Occidental, algunas partes de África y América (Costa Rica, Honduras, Estados Unidos, México, Brasil, Perú, Colombia, Uruguay y Argentina). La prevalencia es muy variable entre ellos (desde menos de 0,01 hasta más de 200 por 100 000 habitantes). Análogamente, hay países con una tasa de incidencia relativamente muy alta (Perú, Kuwait, y partes de Arabia Saudita), lo que contrasta con la baja incidencia de otras áreas con presencia endémica de la brucella en su ganado, todo lo cual puede explicarse por niveles diferentes de vigilancia epidemiológica, o diferentes métodos de manejo de animales y alimentos, o diferencias en el contacto entre hombres y animales.
B. melitensis es la especie más difundida seguida de B. abortus y B. suis.
Los animales infectados excretan gran cantidad de bacterias en los tejidos de abortos, en la leche, y también en las secreciones genitales, contaminando el suelo, los corrales, la paja de las camas, el agua de arroyos, canales y pozos.
La brucella es capaz de sobrevivir en el medio ambiente por periodos relativamente largos. En las heces hasta 100 días, en la tierra del suelo hasta 80 días y en ambientes helados su supervivencia puede prolongarse durante meses.
Esta zoonosis se transmite al hombre por contacto directo con los animales infectados, sus excretas, o en el ambiente donde ha sobrevivido la brucella. La transmisión persona a persona es muy rara y puede ser por vía sexual.
Por la vía oral las bacterias pasan al aparato digestivo, siendo la fuente principal de esta vía de infección la ingestión de leche no pasteurizada o de productos lácteos, especialmente los provenientes de ovejas y cabras.
El contacto directo permite a las bacterias ingresar al organismo por heridas en la piel, o la conjuntiva ocular, o la mucosa nasal. La fuente principal de estas infecciones es la manipulación de animales infectados o sus productos, afectando de esta manera a veterinarios, matarifes, investigadores de laboratorio y cuidadores de animales.
Por la vía inhalatoria las bacterias ingresan por la mucosa nasal. La fuente principal de bacterias que ingresan por esta vía son aerosoles en laboratorios con muestras contaminadas, vacunas vivas, aerosoles en establos y lanas, afectando a personal de laboratorio, trabajadores de la lana y aseadores de establos.
Por último, la vía parenteral, se da principalmente por inoculación accidental en laboratorios, o en ambientes de trabajo veterinario, y también puede darse la contaminación de transfusiones que pueden afectar a cualquier persona.
En países desarrollados es una enfermedad típicamente ocupacional donde las personas más expuestas son veterinarios, peones de campo y trabajadores de la industria de la carne.
Algunos de los reservorios naturales son los bovinos (B. abortus), caprinos (B. melitensis), ovinos (B. melitensis y B. ovis), cerdos (B. suis), cánidos (B. melitensis, B. abortus, B. canis y B. suis) y mamíferos marinos, pero se han encontrado brucellas en una inmensa cantidad de mamíferos tan dispares como pequeños roedores y camélidos. Cabe destacar que la bacteria en los animales también causa la enfermedad, aunque puede que con distinta sintomatología, dependiendo del huésped y la especie de brucella en cuestión.

## Etiología
El género Brucella está constituido por bacilos gram negativos pequeños, sin movilidad, aerobios estrictos, sin cápsula y no forman esporas. Se describen seis especies clásicas, las cuales se han diferenciado con base en sus características antigénicas y su hospedador animal preferencial: B. melitensis (oveja, cabra, camello); B. abortus (ternera, búfalo, camello, yak); B. suis (cerdo, liebre, reno, roedor, caribú); B. canis (perro); B. neotomae (roedores) y B. ovis (ovejas).
En los años 2000 se han descrito cuatro especies adicionales de Brucella: B. ceti y  B. pinnipedialis para brucellas que se hospedan en cetáceos y focas respectivamente; B. microti para especies que se hospedan en zorros rojos y roedores de campo; y B. inopinata, aislada el año 2009 de una infección en un implante mamario de una paciente de 71 años.
La infección en humanos se produce con B. melitensis, B. abortus, B. suis y B. canis, siendo B. melitensis la especie más virulenta (10 a 100 bacterias pueden infectar a un hombre) y causa el cuadro clínico más grave. B. canis es la menos virulenta. La secuenciación de los genomas de las especies de Brucella revela que poseen una muy alta identidad entre las secuencias de los genomas de todas especies (mayor al 90 %). Esto es materia de estudio, ya que no se sabe cuáles son los determinantes genéticos que hacen que una especie de Brucella tenga preferencia por un determinado hospedador o sea avirulenta para el hombre. También poseen alta identidad de genomas con otros Rhizobiales como Ochrobactrum, un patógeno humano facultativo, con Rhizobium, un simbionte de plantas leguminosas y Agrobacterium un patógeno de plantas, entre otros. La particularidad es que en todos estos casos, estas bacterias residen dentro de la célula eucariota, tanto animal como vegetal, siendo simbionte o patógeno.
En el ser humano los agentes más frecuentes son B. mellitensis en un 98 % y en un 2 % B. abortus.

## Patogenia
La Brucella es un patógeno intracelular facultativo, lo cual impide la acción habitual de los antibióticos y de la actividad de anticuerpos sobre ella, haciendo de su infección un estado crónico, multiplicándose en una gran variedad de células eucariotas tanto fagocíticas como no fagocíticas.
Las diferentes especies de Brucella se clasifican habitualmente como lisas (S) o rugosas (R). Dentro
de las primeras se encuentran B. abortus, B. melitensis, B. suis y B. neotomae y dentro de las segundas B. ovis y B. canis. Las cepas lisas son las más virulentas y su estructura es semejante a la de algunas enterobacterias (Yersinia enterocolítica, Salmonella landau, Pseudomona maltophilia, Escherichia coli).
La Brucella presenta particularidades desde el punto de vista patogénico.
1. Como parte de la respuesta inmune normal del organismo, es fagocitada por los glóbulos blancos, específicamente neutrófilos y macrófagos, siendo transportada por estos a los diversos órganos por vía sanguínea o linfática, donde pueden sobrevivir y multiplicarse dentro de las vacuolas de los fagocitos circulantes y tisulares, sin ser destruidas, ya que el autofagosoma con la bacteria no se une al lisosoma, sino que la libera en el retículo endoplasmático donde esta se multiplica.[5][16]
2. Los mecanismos de ingreso de la bacteria a los glóbulos blancos no están suficientemente aclarados y se presume que los lipopolisacáridos (LPS) y las proteínas de la membrana externa podrían participar mediante receptores tipo manosa o integrinas, respectivamente.[5][17] Dos componentes de su superficie relacionados con los receptores histidina kinasa (BvrS/BvrR) se relacionan con el proceso de internalización de Brucella.
3. Brucella consigue invadir y persistir en el interior de las células mediante la inhibición de los mecanismos celulares de muerte celular programada (apoptosis). La supervivencia de Brucella dentro de las células se ha asociado con la síntesis de enzimas antioxidantes[18] y a la producción de GMP (guanosina 5´monofosfato) y adenina, que inhiben la fusión entre el fagosoma y el lisosoma, la degranulación, la activación del sistema mieloperoxidasa-haluro y la producción del factor de necrosis tumoral (TNF-α).[19]

### Respuesta inmune
Al ingresar la Brucella al organismo, induce una respuesta inmune a través de la activación de neutrófilos, macrófagos y las vías clásica y alternativa del sistema del complemento, aunque existe controversia en este último punto.
La estructura antigénica de la bacteria determina su resistencia a la lisis. Las envolturas celulares bacterianas (membrana interna, espacio periplásmico y membrana externa) se distinguen de las de otras bacterias gramnegativas por ser más resistentes a la acción de detergentes, al EDTA, a la acción de polimixina B, a la proteólisis de enzimas, así como a la digestión de la lisozima.

## Modo de transmisión
Contacto directo
- Heridas en la piel, la mucosa nasal o por la conjuntiva ocular. Manipulación de animales infectados, de sus productos, excretas o desechos como puede ser el trasquilado de ovinos, curtido de pieles, manejo, etc.

Vía oral
- Ingestión de leche no pasteurizada o de productos lácteos, provenientes de ovejas y cabras sin descartar los de vacunos.

Vía inhalatoria
- Aerosoles provenientes de establos, chiqueros, zahúrdas o de los pastizales donde los animales infectados defecaron, orinaron, abortaron, etc.

Vía parenteral
- Inoculación accidental en laboratorios o en ambientes de trabajo veterinario.

PERIODO DE INCUBACIÓN: Variable y difícil de precisar; suele variar entre 5 y 60 días. Otros consideran  común de uno a dos meses, a veces varios meses.
SUSCEPTIBILIDAD. La gravedad y la duración del cuadro clínico son muy variables. No se ha definido la duración de la inmunidad adquirida.
PERIODO DE TRANSMISIBILIDAD. No hay pruebas de que la enfermedad se transmita de una persona a otra. 

## Síntomas
La brucelosis aguda puede comenzar con síntomas seudogripales leves o síntomas como:
- Dolor abdominal
- Dolor de espalda
- Escalofríos
- Sudoración excesiva
- Fatiga
- Fiebre
- Dolor de cabeza
- Dolor articular y muscular
- Inapetencia
- Ganglios inflamados
- Debilidad
- Pérdida de peso

Los picos de la fiebre alta a menudo ocurren cada tarde. El nombre de fiebre ondulante se utiliza con frecuencia para describir esta enfermedad porque la fiebre sube y baja en oleadas.
La enfermedad puede ser crónica o durar años.

## Cuadro clínico
En general, el diagnóstico es difícil, puesto que la enfermedad puede manifestarse de diversas formas dependiendo del sistema afectado (gastrointestinal, respiratorio, cutáneo o neurológico).
El periodo de incubación puede durar entre una a seis semanas, pero puede extenderse por meses. La media es de dos a cuatro semanas.
El inicio de las manifestaciones clínicas de la forma aguda se caracteriza por cefalea, fiebre, artralgias, mialgias y diaforesis (sudoración profusa) de predominio nocturno. Las manifestaciones clínicas dependen de la vía de transmisión del organismo, por lo que puede parecerse prácticamente a cualquier infección; por ejemplo, si la vía de transmisión es respiratoria, el paciente cursa con un cuadro de neumonía; si entra por la piel las manifestaciones incluyen celulitis y linfadenopatía regional; si entra por el sistema digestivo, por la ingestión de alimentos contaminados, principalmente leche y sus derivados, se presentan síntomas gastrointestinales y posteriormente sistémicos. Los microorganismos pueden diseminarse a otros tejidos vía sanguínea, principalmente hígado, bazo, sistema esquelético y médula ósea. Esto se manifiesta por una hepatomegalia y una esplenomegalia, así como en las complicaciones más frecuentes que son espondilitis, sacroileítis y artritis.
La evolución de la enfermedad dependerá de la respuesta inmune del hospedero, principalmente de la respuesta inmune celular.
La forma crónica, definida como más de un año de evolución, cursa con mialgias, fatiga, artralgias y depresión. Es muy rara en los niños, y afecta predominantemente a adultos sobre los treinta años de edad. 
Se asocia a infección por B. melitensis.
Un 30 % de los casos se desarrolla focalmente, comprometiendo algún órgano o aparato. El sistema que se afecta con mayor frecuencia de estas focalizaciones, es el músculoesqueltico. En adultos, se manifiesta principalmente con sacroileítis y espondilitis; en niños se afectan una o más articulaciones, principalmente rodillas, codos y tobillos. También se han relacionado estas formas, con la presencia de leucopenia y niveles bajos de PCR.

### Diagnóstico diferencial
- Espondiloartropatías
- Hepatitis
- Leptospirosis
- Linfoma de Hodgkin
- Malaria
- Mononucleosis infecciosa
- Tuberculosis

## Diagnóstico
Se diagnostica generalmente mediante la detección de anticuerpos específicos contra Brucella en sangre por seroaglutinación. También por aislamiento del patógeno mediante hemocultivo. Con el advenimiento de las tecnologías del ADN en las últimas décadas se está utilizando para diagnóstico la PCR (Reacción de la polimerasa en cadena) la cual es altamente específica e incluso sirve para distinguir entre las diferentes especies de Brucella, pero su costo hace que la seroaglutinación siga siendo la técnica más utilizada.

### Diagnóstico microbiológico
Cultivo bacteriologico del microroganismo:
Puede aislarse a partir de sangre, médula ósea (MO), orina, bilis, líquido cefalorraquídeo (LCR), exudados y material de biopsias. En las infecciones recientes, el hemocultivo resulta positivo en el 100 % de los casos, en las formas crónicas, el aislamiento resulta bastante difícil. El crecimiento de las brucelas es lento.

## Pruebas y exámenes
El proveedor de atención médica lo examinará y hará preguntas sobre sus síntomas. También le preguntará si ha estado en contacto con animales, o si es posible que haya consumido productos lácteos que no se han pasteurizado.
Los exámenes que se pueden realizar incluyen:
- Hemocultivo *Cultivo de sangre*

- Urocultivo

*Cultivo de LCR (líquido cefalorraquídeo)
*Serología (análisis de sangre) para el antígeno de brucelosis
*Biopsia y cultivo de muestra de un órgano afectado
Serología
Es un análisis de sangre para buscar la presencia de anticuerpos contra la Brucella. Esta es la bacteria que causa la enfermedad llamada brucelosis.
Se necesita una muestra de sangre. 
La seroaglutinación de Wright es la técnica usual, pero cuando las aglutininas ceden su puesto a Ac no aglutinantes hay que recurrir a otras técnicas.
Aglutinación 
- PRUEBA DEL ROSA DE BENGALA: Aglutinación en porta, enfrentando directamente el suero a un Ag brucelar. Valor predictivo positivo muy alto, 99 % en los pacientes con brucelosis aguda o crónica; un resultado negativo excluye prácticamente la enfermedad. Aglutinación.

En sus diferentes modalidades, es la prueba más utilizada debido a su rapidez y sensibilidad.
Rosa de Bengala: Es la prueba más empleada por permitir una aproximación diagnóstica inmediata. De especial utilidad en zonas no endémicas, en las que se realiza como método de "despistaje". Utiliza como antígeno una suspensión bacteriana a la que se ha añadido el colorante rosa de bengala, enfrentándola al suero sin diluir del enfermo. Proporciona una aproximación diagnóstica en pocos minutos con una sensibilidad y especificidad muy altas. Presenta elevado grado de correlación con la seroaglutinación y, por su simplicidad, es muy útil como prueba de despistaje inicial o screening. Sus falsos negativos se limitan a enfermos con procesos de pocos días de evolución y a algunos casos de enfermedad de curso muy prolongado.
- SEROAGLUTINACIÓN DE WRIGHT: Es la prueba más empleada. Se realiza en tubos o en placa de microtitulación. Una reacción positiva indica contacto previo con la enfermedad. Un título superior a 1/80 se considera significativo en el medio urbano y en áreas no endémicas.
- PRUEBA DE COOMBS ANTI-BRUCELLA: Se utiliza en paciente con brucelosis crónica en los que la seroaglutinación es negativa por la presencia de Ac IgG no aglutinantes.
- BRUCELLACAPT®: la detección anticuerpos aglutinantes y no aglutinantes de las clases IgG e IgA, propios de las fases evolucionadas de la enfermedad. El uso de BRUCELLACAPT® está especialmente diseñado para el diagnóstico de la brucelosis crónica. Posee gran sensibilidad y especificidad
- TÉCNICA INMUNOENZIMÁTICA (ELISA): Estudio individualizado de los Ac, que supone una alternativa a la serología convencional. Estas técnicas son muy sensibles. Se ha obtenido una buena correlación de los niveles de IgM con los títulos de seroaglutinación, y de los IgG con los de la prueba de Coombs.

Estrategia para la realización de las pruebas serológicas:
- Prueba del rosa de Bengala como screening.
- Seroaglutinación Wright en caso de positividad.
- Prueba de Coombs en caso de títulos bajos o negativos de esta última.
- ELISA para el estudio de Ig específicas.

## Resultados normales
Un resultado normal (negativo) generalmente significa que usted no ha estado en contacto con la bacteria que causa la brucelosis. Sin embargo, es posible que este examen no detecte la enfermedad en una etapa temprana. Su proveedor puede solicitarle que regrese para otro examen en 10 días a 3 semanas.
La infección con otras bacterias como Yersinia, Francisella y Vibrio, al igual que ciertas vacunas, pueden arrojar resultados positivos falsos.
Los rangos de los valores normales pueden variar ligeramente entre diferentes laboratorios. Algunos utilizan diferentes mediciones o analizan muestras distintas. Hable con su proveedor acerca del significado de los resultados específicos de su examen.
Un resultado anormal (positivo) generalmente significa que usted ha estado en contacto con la bacteria causante de la brucelosis.
Sin embargo, este resultado positivo no significa que tenga una infección activa. Su proveedor repetirá la prueba después de unas semanas para ver si el resultado del examen incrementa. Es muy probable que este aumento sea un signo de una infección actual.

## Tratamiento
No hay consenso en torno al tratamiento óptimo para la enfermedad. La OMS recomienda la combinación de rifampicina (600 a 900 mg diarios) y doxiciclina (200 mg diarios) durante seis semanas, el cual parece ser eficaz. La ventaja de este tratamiento es que puede tomarse oralmente, aunque aparecen frecuentemente efectos secundarios (náusea, vómito, pérdida del apetito).
Las tetraciclinas son en general efectivas contra la mayoría de las cepas de Brucella, sin embargo, dado que estos fármacos son bacteriostáticos, las recidivas son frecuentes después del tratamiento inicial. La combinación de tetraciclina con estreptomicina o gentamicina ha mostrado ser más eficaz. Hay que tener precaución con las pacientes embarazadas y con los niños. Las terapias a largo plazo con dosis altas de trimetropim-sulfametoxazol han mostrado ser buena alternativa, y la adición de rifampicina tiene utilidad en casos de enfermedad del sistema nervioso central.

## Prevención y control
El control de la brucelosis humana se basa en:
- La erradicación de la enfermedad en los reservorios; esto exige la identificación y eliminación de los rebaños afectados, así como la vacunación de los animales susceptibles.
- Las medidas de higiene y protección necesarias para reducir la exposición en espacios de trabajo y la transmisión ocupacional.
- El tratamiento adecuado de los alimentos y productos derivados de animales potencialmente contaminados.

La vacunación humana no tiene un rol preponderante en la prevención de la brucelosis, aunque ha sido utilizada en varios países. Sus resultados han sido poco eficaces, y, en el caso de vacunas vivas, los efectos adversos han sido significativos. El control de la brucelosis animal y la reducción en la exposición humana a ésta ha limitado el desarrollo de vacunas contra la brucelosis humana, sin embargo, su importancia como patógeno ocupacional y el uso potencial de Brucella como agente de bioterrorismo, ha motivado la investigación y desarrollo de vacunas atenuadas que combinen una estimulación inmunitaria máxima con efectos adversos mínimos.

## Prevención
La forma más importante de reducir el riesgo de brucelosis es únicamente comer productos lácteos, como quesos y leche, pasteurizados. Las personas que manipulan carne deben utilizar gafas y ropas protectoras y proteger cualquier herida en la piel de una infección.
La detección de animales infectados controla la infección de raíz. Existen vacunas para el ganado, pero no para los seres humanos.

## Nota
1. ↑  Melitensis viene de Melita (miel), el nombre romano de la Isla de Malta.